# Homer (Geòrgia)
Homer és una població dels Estats Units a l'estat de Geòrgia. Segons el cens del 2000 tenia 950 habitants.

## Demografia
Segons el cens del 2000, Homer tenia 950 habitants, 366 habitatges, i 249 famílies. La densitat de població era de 38,2 habitants/km².
Dels 366 habitatges en un 36,3% hi vivien nens de menys de 18 anys, en un 54,4% hi vivien parelles casades, en un 10,4% dones solteres, i en un 31,7% no eren unitats familiars. En el 26,2% dels habitatges hi vivien persones soles el 12,6% de les quals corresponia a persones de 65 anys o més que vivien soles. El nombre mitjà de persones vivint en cada habitatge era de 2,6 i el nombre mitjà de persones que vivien en cada família era de 3,16.
Per edats la població es repartia de la següent manera: un 28,1% tenia menys de 18 anys, un 10,5% entre 18 i 24, un 29,1% entre 25 i 44, un 20,5% de 45 a 60 i un 11,8% 65 anys o més.
L'edat mediana era de 33 anys. Per cada 100 dones de 18 o més anys hi havia 95,1 homes.
La renda mediana per habitatge era de 35.500 $ i la renda mediana per família de 41.667 $. Els homes tenien una renda mediana de 30.147 $ mentre que les dones 23.438 $. La renda per capita de la població era de 17.353 $. Entorn del 8,9% de les famílies i el 13,3% de la població estaven per davall del llindar de pobresa.

## Poblacions més properes
El següent diagrama mostra les poblacions més properes.